# Плимутски университет
Плимутският университет (на английски: University of Plymouth) е най-големият по брой студенти университет в Югозападна Англия и 5-ият във Великобритания. Има почти 30 000 студенти и повече от 3000 служители, годишният му доход е 110 милиона лири.

## История
Плимутският университет започва своята история като политехническо училище. През 1992 г. получава статут на университет заедно с други политехнически училища в страната. Скоро след това поглъща Плимутското училище за морски науки.
Следва политика на централизация на кампуса, като изключение прави единствено медицинският факултет. Много от сградите на територията на кампуса са нови, а други са обновени.

## Образование
Университетът предлага голямо разнообразие от специалности, като е всепризнат за водещо висше учебно заведение в областта на морски мениджмънт и логистика, морско инженерство, морска биология, океанология и екология. Добри са също така програмите по право, география, психология, изобразително изкуство и фотография.

## Галерия
- „Роланд Левински билдинг“
- „Роланд Левински билдинг“ и „Дрейк Съркъс“
- „Оуен билдинг“, кампус в Ексмут
- „Рол билдинг“
- Колеж „Сийл Хейн“